# Антитеррористический центр СНГ
Антитеррористи́ческий це́нтр госуда́рств — уча́стников Содружества Независимых Государств (Антитеррористический центр СНГ, АТЦ СНГ) — отраслевой орган Содружества Независимых Государств, обеспечивающий координацию взаимодействия компетентных органов государств — участников Содружества Независимых Государств в области борьбы с международным терроризмом и иными проявлениями экстремизма.
Образован Решением Совета глав государств-участников СНГ (СГГ СНГ) от 21 июня 2000 года. 1 декабря 2000 года Решением СГГ СНГ утверждено Положение об Антитеррористическом центре СНГ, установлении численности сотрудников и финансовом обеспечении деятельности.
Руководитель АТЦ СНГ утверждается Решением СГГ СНГ. В 2000—2006 гг. должность руководителя занимал генерал-полковник Мыльников Борис Александрович, с 2006 г. — генерал-полковник милиции (с 2011 г. — генерал-полковник полиции)  Новиков Андрей Петрович. С 1 января 2022 года - генерал-полковник Сысоев Евгений Сергеевич.

## История создания АТЦ СНГ
1 октября 1999 года в г. Киеве Совет министров внутренних дел государств — участников СНГ выступил с обращением к главам государств и главам правительств государств — участников Содружества Независимых Государств по ситуации в сфере борьбы с терроризмом и предложил рассмотреть вопрос о создании при Бюро по координации борьбы с организованной преступностью и иными опасными видами преступлений на территории государств-участников СНГ Временного антитеррористического центра, на который возложить координацию взаимодействия органов внутренних дел стран Содружества в борьбе с терроризмом, в пределах компетенции министерств внутренних дел.
25 января 2000 года в Москве состоялся обмен мнениями участников Совета глав государств СНГ (СГГ) о противодействии международному терроризму в свете итогов Стамбульского саммита ОБСЕ. Решением данного совещания стала разработка Советом руководителей органов безопасности и специальных служб, Советом министров внутренних дел и Советом министров обороны государств — участников СНГ целевой программы борьбы с международным терроризмом и экстремизмом, предусмотрев, в том числе, создание единого антитеррористического центра.
Существенную роль в объединении усилий стран СНГ в противодействии терроризму и иным проявлениям экстремизма сыграло внеочередное заседание Совета министров внутренних дел государств — участников СНГ, проведенное в Москве 10 марта 2000 года по инициативе МВД России. На нём были рассмотрены и одобрены проекты Программы государств — участников Содружества Независимых Государств по борьбе с терроризмом и иными проявлениями экстремизма на период до 2003 года и Положения об Антитеррористическом центре государств — участников Содружества Независимых Государств.
Программа государств — участников Содружества Независимых Государств по борьбе с терроризмом и иными проявлениями экстремизма на период до 2003 года была утверждена 21 июня 2000 года Решением Совета глав государств Содружества Независимых Государств. Во исполнение пункта 2.1 Программы Решением этого же заседания Совета создан Антитеррористический центр (АТЦ) СНГ и утвержден проект Положения о Центре.
Фактической датой начала функционирования Центра можно назвать 1 декабря 2000 года, с момента утверждения Решением СГГ СНГ в г. Минске Положения об Антитеррористическом центре СНГ, установлении численности сотрудников и финансовом обеспечении деятельности.
Верховная Рада Украины 16 февраля 2022 г. поддержала законопроект о выходе Украины из Антитеррористического центра государств — участников Содружества Независимых Государств.